# I Could Be the One
I Could Be the One – czwarty singel z drugiego albumu Stacie Orrico wydany w Wielkiej Brytanii w czerwcu 2004. Do singla nakręcono teledysk i rozesłano go tylko do stacji radiowych w Wielkiej Brytanii i Polsce.

## Teledysk
Reżyserią teledysku tak jak w przypadku "Stuck" zajęła się Diane Martel. Wideo jest utrzymane w tej samej stylistyce co w pierwszym singlu jest jakby jego kontynuacją, cała akcja rozgrywa się w stołówce szkolnej gdzie chłopcy pojedynkują się tanecznie z dziewczynami. Tak jak poprzednio w nagraniach wziął udział kuzyn Stacie Trevor Wright.

## Lista utworów
UK: CD 1
1. "I Could Be the One" (Album Version)
2. "Stuck" (Acoustic Performance)

UK: CD 2
1. "I Could Be the One" (Album Version)
2. "Stuck" (Earthlink Live)
3. "Tight" (Earthlink Live)
4. "I Could Be the One" (Video)

## Listy przebojów
| Lista (2004)        | Najwyższa pozycja |
| ------------------- | ----------------- |
| UK Singles Chart    | 34                |
| Irish Singles Chart | 26                |